# Ferula decurrens
Ferula decurrens är en flockblommig växtart som beskrevs av Jevgenij Korovin. Ferula decurrens ingår i släktet stinkflokesläktet, och familjen flockblommiga växter. Inga underarter finns listade i Catalogue of Life.